# Tournai (stacja kolejowa)
Tournai (fra: Gare de Tournai) – stacja kolejowa w Tournai, w prowincji Hainaut, w Belgii. Znajduje się na linii 78 Saint-Ghislain - Tournai, 87 Bassilly - Tournai i 94 Halle - Fives. 
Stacja posiadała do 1980 lokomotywownię. Dawniej jako stacja graniczna na jej terenie znajdowały się rozbudowane urzędy celne i posterunek policji.

## Linie kolejowe
- 78 Saint-Ghislain - Tournai
- 87 Bassilly - Tournai
- 94 Halle - Fives

## Połączenia

### Dagelijks
| Typ pociągu | Trasa                                             | Harmonogram |
| ----------- | ------------------------------------------------- | ----------- |
| IC 06       | Tournai - Bruksela - Brussel-Nationaal-Luchthaven | 1x/u        |

### Codzienne
| Typ pociągu | Trasa                                                  | Harmonogram         |
| ----------- | ------------------------------------------------------ | ------------------- |
| IC 19       | Namur - Lille-Flandres                                 | 1x/u                |
| IC 26       | Kortrijk - Ath - Bruksela - Dendermonde - Sint-Niklaas | 1x/u                |
| L           | Tournai - Geraardsbergen                               | 1x/u                |
| regionalny  | różne kierunki                                         | w godzinach szczytu |

### Weekend
| Typ pociągu | Trasa                    | Harmonogram |
| ----------- | ------------------------ | ----------- |
| IC 19       | Tournai - Lille-Flandres | 1x/u        |
| IC 25       | Liers - Liége - Mouscron | 1x/u        |